# コダーイ・ゾルターン

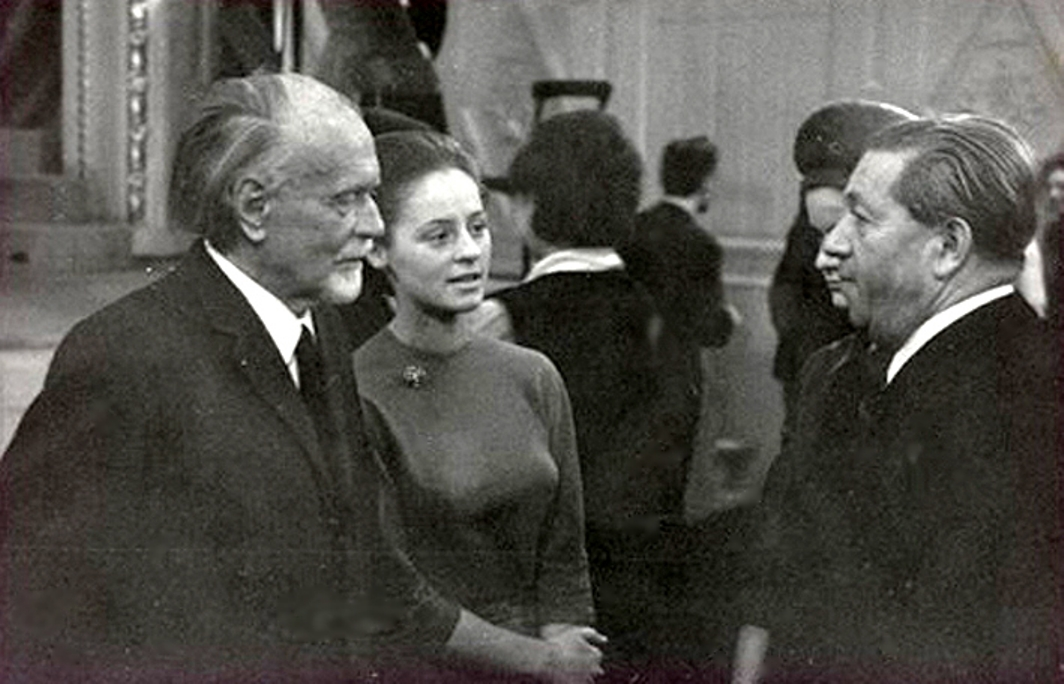
コダーイ(左)と2番目の妻のピーツェリー・サロルタ(中)、そしてタルドシュ・ベーラ(右)(音楽院にて)

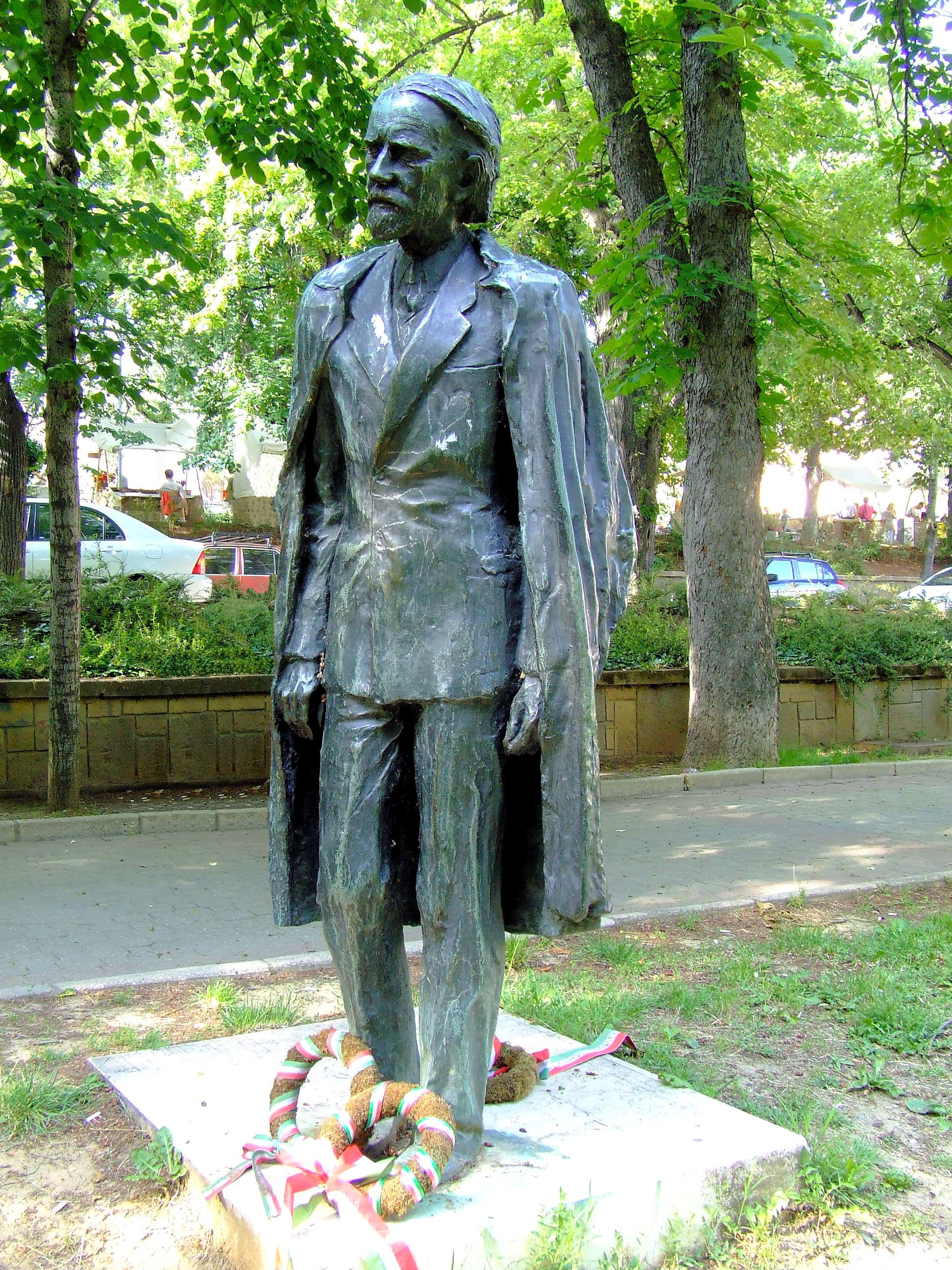
コダーイの銅像

コダーイ・ゾルターン（Kodály Zoltán, 1882年12月16日 - 1967年3月6日）は、ハンガリーの作曲家、民俗音楽学者、教育家、言語学者、哲学者。

## 経歴
幼少期から修学期
1882年、ケチケメートに生まれ、幼少時代の多くをガラーンタとナジソンバト（現在のスロバキアのトルナヴァ）で過ごした。父親は熱心なアマチュア音楽家で、コダーイは子供の頃からヴァイオリンの学習を始める。聖歌隊で歌い、また曲を書いたこともあったが、系統的な音楽教育を受けることはほとんどなかった。
1900年、ブダペスト大学のハンガリー語・ドイツ語学科に入学し、同時にブダペストのハンガリー王立音楽院（現在のリスト・フェレンツ音楽大学）で音楽を学んだ。そこでコダーイはハンス・ケスラーに作曲について学んだ。ドイツ人のケスラーは、マックス・レーガーの従兄で、ブラームスの音楽を信奉する保守的な作曲家であった。
民謡の採集活動と作曲活動
民謡について真剣に取り組んだ初期の研究者として、コダーイは民俗音楽学の分野における重要人物のひとりとなる。1905年から人里離れた村を訪れて曲を集め、1906年にはハンガリー民謡に関する論文「ハンガリー民謡の詩節構造」(A Magyar népdal strófaszerkezete) を書く。この頃、コダーイは後に妻となるシャーンドル・エンマと出会っている。さらにエンマを通じて生涯の僚友となるバルトーク・ベーラに会い、彼にハンガリー民謡の手ほどきをした。2人は共に民謡集の出版を手がけた。また、自らの作品にも民謡の影響が現れていた。
哲学と言語学において博士号を授かると、コダーイはパリへ行き、シャルル＝マリー・ヴィドールに師事。そこでクロード・ドビュッシーの音楽に出会い、その影響を受ける。1907年にブダペストに戻り、ブダペスト音楽院教授となる。コダーイは第一次世界大戦中も休みなく民謡収集の旅へ出かけた。1910年には19歳年上のエンマと結婚した。なお、エンマは作曲家・ピアニストとしてエルンスト・フォン・ドホナーニに師事しており、コダーイがバルトークと出会ったのもエンマの師ドホナーニとバルトークが同窓であったという縁によるものである。
コダーイはこの間にも作曲を行い、2曲の弦楽四重奏、「チェロとピアノのためのソナタ」と「ヴァイオリンとチェロのための二重奏曲」を発表する。これらはすぐには成功を収めなかったが、1923年にブダ・ペスト合併50周年記念の演奏会で「ハンガリー詩篇」が初演され、大成功を収める。この後、コダーイは自作の指揮でヨーロッパ中を巡る事になる。
1925年の児童向け合唱曲 「ごらん、ジプシーがチーズを食べている」の作曲をきっかけに、コダーイは音楽教育の問題に大きな興味を持つようになる。教育用の曲を多数書き、同様に書物も出版する。この分野におけるコダーイの研究はハンガリー内外を問わず音楽教育に重大な影響を与えた。評論家らはこの手法を「コダーイ・メソッド」と呼んだが、実際にはコダーイは包括的な手法を作り出したわけではなく、むしろ音楽教育を理解するための原理を定めたという点から、誤った呼び名であるとされる。
コダーイはまた、プロの合唱団のための曲と共に、「マロシュセーク舞曲」「ガランタ舞曲」「『孔雀』による変奏曲」「ミサ・ブレヴィス」といった作品を作曲する。オペラ「ハーリ・ヤーノシュ」の組曲も、オペラそのものの上演は少なかったものの、有名となった。
このような作曲活動と平行して、1920年代にも引き続き、ハンガリーの村々を回り、民謡を収集・録音する作業を続け、民俗音楽における多数の論文を執筆し、また民謡に基づく合唱を作曲していった。
1930年にはブダペスト大学の哲学科で学生に講義を行い、その中の討論で民俗音楽の歴史と意義についての議論を深めていった。コダーイは第二次世界大戦中もブダペストに残り、1942年に教職から退いた。戦争中は「いくさ歌」や「神の奇跡」などペテーフィ・シャーンドルの愛国・革命の詞に対して数曲の作曲をしている。戦闘がブダペストで始まると、修道院に待避し、そこでオルガン曲のミサ・ブレヴィスを合唱・独唱・オーケストラ用に編曲した。
第二次世界大戦後
戦争が終わった1945年にはハンガリー国民芸術会議の議長となり、1962年にはハンガリー人民共和国の勲位を受ける。コダーイはその他に国際民族音楽評議会会長、国際音楽教育協会名誉会長の職についた。1956年のハンガリー動乱の際にはナジ・イムレの支持者から大統領候補に推される向きもあった。
1958年に妻エンマが亡くなるが、翌年12月には当時19歳でリスト・フェレンツ音楽院の学生だったピーツェリー・サロルタと再婚した。その後、1960年から66年にかけては毎年、海外に長期旅行し、様々な講演や会議への出席をこなした。
コダーイは1967年に亡くなり、ブダペストのファルカシュレート墓地に埋葬された。84歳没。両親ともハンガリー人で、ほぼ全生涯をハンガリーで送った作曲家であり、ハンガリー人の芸術家として最も尊敬され、よく知られたうちのひとりであった。
1966年、逝去の前年に、コダーイの名を冠した弦楽四重奏団「コダーイ弦楽四重奏団」が結成される。

## 主要な作品
現在知られているコダーイの作品は、1897年の原稿から1966年の斉唱曲・合唱曲（ハンガリー・ミサ曲 Magyar mise、オルガン讃歌 Laudes organi）まで多岐・長期にわたるが、中でも際だって合唱曲が多く、また他の同時期の作曲家と比べて、児童混声の合唱曲が多いのが特徴である。コダーイの合唱作品はマジャル語の作品の中でも特に知られており、日本で取り組む合唱団は数多い。管弦楽曲の大部分は1930年代に作曲されている。

### 歌劇
- ハーリ・ヤーノシュ Háry János 作品15（1925年 - 1926年）
全4幕。パウリニ・ベーラとハルシャーニ・ジョルトの台本による。組曲版も知られている。
- セーケイ地方の紡ぎ部屋 Székely fonó （台本は伝承劇）
- ツィンカ・パンナ Czinka Panna （1946年 - 1948年）

### 管弦楽作品
- 夏の夕べ Nyári este （1906年／1929年 - 1930年改訂）
1906年に最初の版が作られ、イシュトヴァーン・ケルナーの指揮、ハンガリー国立歌劇場管弦楽団の演奏で初演された。1929年にアルトゥーロ・トスカニーニの勧めにより改訂され、翌年トスカニーニ指揮ニューヨーク・フィルハーモニックにより演奏された。
- ハンガリー風ロンド（古いハンガリーの兵士の歌） Régi magyar katonadalok （1917年）
- 舞踏音楽（英語：Ballet Music ）（1925年）
- 劇場序曲 Szinházi nyitány （1927年）
もともとは歌劇『ハーリ・ヤーノシュ』の序曲であり、『ハーリ・ヤーノシュ』から組曲が編まれる際、独立した楽曲となった。
- マロシュセーク舞曲 Marosszéki táncok （1930年）
もともとピアノ曲だったのをバレエ用に管弦楽に編曲。
- ガランタ舞曲 Galántai táncok （1933年）
ブダペスト・フィルハーモニー協会創立80周年を記念して作曲。コダーイはここで、ほとんど忘れられていた古いマジャール人の新兵募集の踊り「ヴェルブンコシュ」（Verbunkos）を復活させた。
- ハンガリー民謡「孔雀は飛んだ」による変奏曲 Variációk egy magyar népdalra "Fölszállott a páva" （1939年）
アムステルダム・コンセルトヘボウ管弦楽団創立50周年記念の委嘱作品。1939年11月23日にウィレム・メンゲルベルクの指揮で初演。古くにハンガリーを支配したオスマン帝国やオーストリア帝国からの解放を願う民謡に基づく楽曲であり、俗に「ファシストに対する抵抗の楽曲」とも言われる。平易な楽曲ではないものの、日本においては、特に1990年代より吹奏楽編曲版が高等学校や中学校の吹奏楽部を中心に、コンクールや演奏会等で取り上げられている。
- 管弦楽のための協奏曲（1939年）
シカゴ交響楽団の創立50周年記念のために作曲。フレデリック・ストックの指揮により初演された。
- 交響曲 ハ長調（1961年）
最初の楽想は、思いついた時に乗っていた路面電車の切符に書き留めた。その後、長らく放置されていたが、1957年のトスカニーニの死を受けて、それに捧げる作品として完成された。「アルトゥーロ・トスカニーニの思い出のために」という副題がつく時もある。1961年8月16日ルツェルン音楽祭にて、ブダペスト音楽院時代の弟子フェレンツ・フリッチャイ指揮、ルツェルン祝祭管弦楽団によって初演された。

### 合唱曲
- 奉献唱 Offertorium （1901年 管弦楽伴奏付き）
- ミゼレーレ Miserere （1903年 混声二重合唱）
- 夕べ Este （1904年 混声合唱、 詞：P.ジュライ）
- ハンガリー詩篇（英語版） Psalmus Hungaricus　作品13（1923年）
ブダペスト50周年記念祭用に依頼された。16世紀の詩人 ケチケメーティ・ヴェーグ・ミハーイ (Kecskeméti Vég Mihály) による詩篇55番のハンガリー語訳に作曲したもので、児童合唱（ad Libitum）が含まれている。この曲はハンガリー革命の後の反革命の際、革命に協力したコダーイが不如意な状態に置かれた経験を詩篇55番の歌詞に投影させている。
- ジプシーがチーズを食べている Túrót eszik a cigány （1925年 高声合唱版／1950年 混声合唱）
コダーイが児童用合唱を書くきっかけとなった曲。ブダペストの少年学校の教師ボルス・エンドレ（Borus Endre）の紹介でハンガリー詩篇の児童合唱部の練習を見学したコダーイが、その練習風景に刺激されて2-3週間で書き上げたと言われる。1950年に編曲。
- わら人形 Villő（1925年 高声合唱）
- 聖霊降臨節の巡礼 Pünkösdölő （1929年 高声合唱）
- 新年の祝い歌 Új esztendőt köszöntő （1931年 高声合唱）
- マートラの風景 Mátrai képek （1931年 混声合唱）
- ナジサロンタの祝い歌 Nagyszalontai Köszöntő （1931年 高声・混声合唱）
ナジサロンタ地方（第一次大戦後は一時期を除き、ルーマニア領サロンタ）で収集された民謡に基づいて作曲された合唱曲。誕生日や母の日、聖名祝日に相手の名前を冠して歌われた民謡だと言われる。
- セーケイの嘆き歌 Székely keserves （1934年 混声合唱）
- ホラティウス《歌賞》 II.10 Horatii Carmen II.10 （1934年 混声合唱）
- 老人たち Öregek（1933年 混声合唱、詞：ヴェレッシュ・シャーンドル（Weöress Sándor））
- イエスと商人たち Jézus és a kufárok （1934年 混声合唱）
新約聖書の中の「幼いイエスが祈りの場である教会で商売をしていた商人を追い出した」というエピソードに曲をつけたもの。ただしこの曲は宗教曲ではない。
- いつも遅れる者たち Akik mindig elkésnek （1934年 混声合唱、 詞：アディ・エンドレ（Ady Endre））
- ブダ城のテ・デウム Budavári Te deum（1936年 管弦楽伴奏）
- フランツ・リスト賛歌 Liszt Ferenchez （1936年、詞：M.ヴェレシュマルティ）
- 孔雀は飛んだ Fölszállott a páva （1936年 男声合唱、詞：アディ・エンドレ）
- モルナール・アンナ Molnár Anna （1936年 混声合唱）
- ハンガリーの民へ（忠誠の歌） A Magyarokhoz （1936年 混声合唱、詞：D.ベルジェニ）
- 聖イシュトヴァーンへの讃歌 Ének Szent István királyhoz （1937年 男声無伴奏／1938年 混声器楽伴奏・無伴奏混声・無伴奏少年混声）
- エジェテム・ベジェテム（飛んだり跳ねたり）Egyetem, begyetem （1938年 高声合唱）
- 聖ヤーノシュの祝日の祝い歌 János köszöntő （1939年 少年混声合唱）
- ノルウェーの娘たち Norvég lányok （1940年 混声合唱 詞：ヴェレッシュ・シャーンドル）
- 初聖体拝領 Első áldozás （1942年 混声合唱、詞：セデー・デーネシュ（Szedő Dénes））
- バラッシ・バーリントの忘れられた歌 Balassi Bálint elfelejtett éneke （1942年 混声合唱、詞：ガズダグ・エルジ（GAZDAG Erzsi））
- ミサ・ブレヴィス（1942年 - 1944年 オルガン伴奏版／1950年 管弦楽伴奏版）
"Ite missa est"が作曲されているが、中世からルネサンス初期にいくつか作曲された以外余り例を見ない。
- 心からの嘆願 Szép könyörgés （1943年 混声合唱、詞：バラッシ・バーリント）
- ジュネーブ詩篇121 A 121. genfi zsoltár （1943年 混声合唱）
- いくさ歌 Csatadal （1943年 混声二重合唱、詞：ペテーフィ・シャーンドル）
- 囚われの国の息子 Rabhazának fia （1944年 男声合唱、詞：ペテーフィ・シャーンドル）
- 神の奇跡 Isten csodája （1944年 男声合唱、詞 ペテーフィ・シャーンドル）
- マジャル民族 A magyar nemzet（1947年 混声合唱、詞 ペテーフィ・シャーンドル）
- 哀歌 Sirató ének （1947年 混声合唱、詞：ボドゥログ・パール（Bodrogh Pál））
- ズリーニの訴え Zrínyi szózata（1954年 混声合唱、詞：M. Zrínyi Bar）
ハンガリーの医師ズリーニがハンガリーの伝承（何者かが国王を暗殺しようとした際に口のきけない王子が声を上げて制止した）を引き合いに出し、ハンガリー国民に蜂起を訴えた内容を作曲したもの。バリトン独唱で始まり、次第に合唱パートが多くなる様は、あたかもズリーニの訴えに対して多くの国民が賛同し、結集するようである。
- モハーチ Mohács（1965年 混声合唱、詞：キシュファルディ（Kisfaludy））
- オルガン讃歌 Laudes organi （1966年 器楽伴奏）

### 器楽作品
- チェロソナタ 嬰ヘ短調 作品4（1909年 - 1910年）
- ヴァイオリンとチェロのための二重奏曲 作品7（1914年）
ニ調を基調とする。
- 無伴奏チェロソナタ 作品8（1915年）
チェロの低音側の2弦（C線とG線）を通常よりも半音下げて調弦する（すなわちそれぞれHとFisとなる）変則的調弦法（スコルダトゥーラ）を採用した無伴奏作品。3楽章構成をもつ。使用される音域が5オクターヴにも及ぶ高度に技巧的な作品であると同時に、ハンガリーの民謡に基づいた旋律は豊かな情感に満ちている。ハンガリー出身の名チェロ奏者ヤーノシュ・シュタルケルの歴史的録音が有名である。1918年5月7日ブダペストにてケルペリが初演。
- ピアノ曲「7つの小品」 作品11（1917年 - 1918年）
- マロシュセーク舞曲 Marosszéki táncok （1927年 ピアノ版）

## 主な著書
- トランシルヴァニアのハンガリー人―民謡（Erdélyi magyarság: népdalok）　バルトークと共著（ブダペスト、1923年）
- ナジサロンタの民謡集（Nagyszalontai gyűjtés, 1924年）
- アラニ・ヤーノシュの民謡集（Arany János népdalgyűjteménye）　アーゴシュト・ジュライ（Ágost Gyulai）と共著（ブダペスト、1953年）
- ハンガリーの民俗音楽（A magyar népzene, ブダペスト 1937年）
日本語訳：関鼎（音楽之友社　1971年）
- コダーイ・ゾルターンの教育思想と実践――生きた音楽の共有をめざして（中川弘一郎編・訳、全音楽譜出版社　1980年）